# João de Fontes Pereira de Melo
João de Fontes Pereira de Melo (Caia e São Pedro, Elvas, 26 de Janeiro de 1780 — Santa Isabel, Lisboa, 28 de Outubro de 1856) foi um militar e político do século XIX, governador de Cabo Verde e Ministro da Marinha e Ultramar.

## Biografia
Filho de Joaquim José Pereira de Melo e de D. Maria Eugénia de Oliveira Fontes. Foi 75.º e 78.º governador de Cabo Verde, por duas vezes, sendo a primeira de 1839 a 1842 e a segunda de 28 de Junho de 1847 a 25 de Junho de 1851. De 22 de Agosto a 18 de Dezembro de 1847, foi Ministro da Marinha e Ultramar, no governo do Duque de Saldanha.
Casou a 30 de Maio de 1808 na Igreja Paroquial de Nossa Senhora da Pena, Lisboa, com D. Jacinta Venância Rosa da Cunha Matos (Santa Engrácia, Lisboa, 20 de Abril de 1781 - ?), filha de Alexandre Manuel da Cunha Matos e de D. Isabel Teodora Cecília de Oliveira Fontes, viúva de João Francisco Xavier Ferreira (falecido a 4 de Dezembro de 1799 em São Tomé e Príncipe) com quem tinha casado a 23 de Novembro de 1798 na Basílica de Nossa Senhora dos Mártires, também em Lisboa.
Deste matrimónio nasceram cinco filhos:
- João de Fontes Pereira de Melo Júnior (1804 - São Paulo, Lisboa, 11 de Setembro de 1833) casou com D. Emília Adelaide Araújo da Costa e Almeida, com geração, encontra-se sepultado na Igreja das Chagas, em Lisboa;
- Maria Venância de Fontes Pereira de Melo (1805 - 1898) casou com Raimundo José da Cunha Matos, com geração;
- Alexandre Eduardo de Fontes Pereira de Melo (Luanda, Angola, 1810 - anterior a 1856) casou com D. Mariana Francisca Vieira Lúcio, com geração;
- António Maria de Fontes Pereira de Melo (Santa Isabel, Lisboa, 8 de Setembro de 1819 - Mercês, Lisboa, 22 de Janeiro de 1887) casou com D. Maria Josefa de Sousa, com geração;
- Maria Henriqueta de Fontes Pereira de Melo (1820 - anterior a 1856) casou com Vicente Rodrigues Ganhado, com geração;
- Rodrigo Augusto de Fontes Pereira de Melo (1827 - São Paulo, Lisboa, 1 de Julho de 1834) encontra-se sepultado no  Cemitério dos Prazeres.

Faleceu aos 76 anos de idade, na Travessa do Pombal, número 30, freguesia de Santa Isabel, Lisboa, encontra-se sepultado no Cemitério dos Prazeres.